# Pont del Solà (Sant Joan de les Abadesses)
Pont del Solà o Pont del Roser és un pont de Sant Joan de les Abadesses (Ripollès), per on passava el ferrocarril de la línia de Ripoll a Sant Joan de les Abadesses. El pont és inclòs a l'Inventari del Patrimoni Arquitectònic de Catalunya.

## Descripció
És un pont de llargada considerable i amb una arcada de llum molt alta i oberta. És fet de carreus posats en horitzontal excepte a la volta, que els té en vertical, formant així una sanefa al voltant de la gran arcada. Les baranes són de ferro, actualment molt deteriorades, d'un metre d'alçada, aprox. Estan formades per tres barres de ferro paral·leles i horitzontals entre elles i unes de ferro més gruixut posades perpendicularment a les anteriors, formant trams de 2 m amb un màxim de 22 m, que és el que fa gairebé de llargada el pont. A cada cantó de cada barana hi ha una pilastra de planta quadrada.

## Història
No hi ha gaires notícies referents a aquest pont. Fou construït durant la segona meitat del segle xix, quan es construí la línia ferroviària que havia d'anar de Barcelona a l'estació de Toralles (Sant Joan de les Abadesses) per carregar el carbó que sortia de les famoses mines d'Ogassa i Surroca. Aquesta línia fou inaugurada el 1880. Al cap de cent anys justos (1980), el tren va deixar de venir a Sant Joan de les Abadesses, deixant així en desús tot el que havia estat relacionat amb la via fèrria, el tren, l'estació, etc., inclòs el pont del Solà. Actualment, hi passa la Ruta del Ferro i del Carbó.